# ルイズ・エイリ
ルイズ・エイリ（アルバニア語:Luiz Ejlli、1985年7月12日 - ）は、アルバニアの歌手である。

## 来歴
アルバニア北部のシュコドラに生まれ、1991年から2002年までシュコドラのプレンク・ヤコヴァ（Prenk Jakova）中等学校に通う。1995年、シュコドラで行われた子供音楽祭で賞を受ける。1998年、シュコドラの黄金レパートリー合唱団にソロ歌手として加わった。1999年、プレンク・ヤコヴァ・ポリフォニー合唱団のソロ歌手（テノール）となった。
2004年、アルバニアの首都・ティラナで行われた音楽アイドル・オーディション番組に参加し、優勝したことで知名度を得て、その後アルバニアで長い伝統のある音楽祭で、ユーロビジョン・ソング・コンテストのアルバニア代表選考も兼ねる第43回フェスティヴァリ・イ・ケンゲス（Festivali i Këngës）に参加した。大会では「Hëna Dhe Yjet Dashurojnë」を歌い2位につけた。翌2005年、再びフェスティヴァリ・イ・ケンゲスに挑戦し、「Zjarr e ftohtë」を歌って優勝を果たし、ユーロビジョン・ソング・コンテスト2006のアルバニア代表となった。アテネで開催されたユーロビジョン2006では、準決勝で14位となり、決勝に進むことはできなかった。エイリは、ユーロビジョン・ソング・コンテストで初の男性のアルバニア代表となり、また初めてアルバニア語の楽曲を歌った人物となった。